# 906 Репсольда
906 Репсольда (906 Repsolda) — астероїд головного поясу, відкритий 30 жовтня 1918 року.
Тіссеранів параметр щодо Юпітера — 3,253.